# Agamèmnon
Agamèmnon (grec antic: Ἀγαμέμνων; llatí: Agamemnon) va ser el rei d'Argos que, d'acord amb la Ilíada, va participar en la guerra de Troia, i esdevingué un dels màxims dirigents de l'exèrcit aqueu que assetjava la gran ciutat. Se l'anomena rei d'Argos o rei de Micenes, capital del regne, i llavors Diomedes passa a ser rei d'Argos, tal com diu el "Catàleg de les naus". Estava casat amb Clitemnestra, i tenia quatre fills (Orestes, Ifigenia, Crisòtemis i Electra). Una primera versió de la llegenda diu que les filles eren Crisòtemis, Laòdice (el nom d'Electra és desconegut a la Ilíada) i Ifianassa. Pels noms dels seus avantpassats, a Agamèmnon se l'anomena Atrida, i també Pelòpida. I de vegades Tantàlida.
Clitemnestra, la seva esposa, era germana d'Helena, i, segons una tradició, havia estat casada abans amb Tàntal, fill de Tiestes. Agamèmnon havia mort el marit, juntament amb un nounat fill de Tàntal i Clitemnestra. A causa d'aquest doble assassinat, els Dioscurs, Càstor i Pol·lux, germans de la dona, van perseguir Agamèmnon, que va buscar refugi al palau del seu sogre, Tindàreu. Càstor i Pòl·lux es van reconciliar finalment amb Agamèmnon, però la unió amb Clitemnestra, iniciada per un crim, estava maleïda.

## Mites

### Joventut
A la Ilíada i en altres obres es diu que Agamèmnon és fill d'Atreu, net de Pèlops i besnet de Tàntal, encara que alguns el consideren fill de Plístenes i net d'Atreu, a la casa del qual Menelau i ell haurien estat educats després de la mort del seu pare. La seva mare va ser Aèrope segons la majoria de les fonts, però algunes anomenen a Erifile com a esposa de Plístenes i mare d'Agamèmnon. A més de Menelau, Agamèmnon tenia una germana anomenada Anaxibia, Cindràgora o Astíoca.
Agamèmnon i Menelau van ser criats juntament amb Egist, el fill de Tiestes, en la casa d'Atreu. Quan es van fer adults, Atreu va enviar Agamèmnon i Menelau a buscar a Tiestes. El van trobar a Delfos i el van portar davant Atreu, que el va enviar a una masmorra. Tot seguit es va ordenar a Egist que el matés, però aquest, reconeixent al seu pare, es va abstenir dun acte tan cruel; va matar Atreu i, després d'haver expulsat Agamèmnon i Menelau, va ocupar juntament amb el seu pare el tron de Micenes. Els dos germans van passejar durant un temps fins a arribar per fi a Esparta, on Agamèmnon es va casar amb Clitemnestra, la filla de Tindàreu, amb qui va ser pare d'Ifianasa (Ifigenia), Crisòtemis, Laòdice (Electra) i Orestes, i Menelau amb Hèlena.
La forma en la qual Agamèmnon va tornar al regne de Micenes difereix segons les fonts. A l'obra d'Homer sembla que succeís pacíficament Tiestes, però segons altres el va expulsar i va usurpar el tron. Després de convertir-se en rei de Micenes, va conquistar Sició assumint el seu regnat i es va convertir en el príncep més poderós de Grècia. A la part de la Ilíada coneguda com a Catàleg de les naus, s'exposa una relació dels dominis d'Agamèmnon. Quan Homer atribueix a Agamèmnon la sobirania sobre tot Argos, es refereix al Peloponès o a la major part, ja que la ciutat d'Argos era governada per Diomedes. Estrabó també recalca que el nom d'Argos era usat de vegades pels poetes tràgics com a sinònim de Micenes.

### Guerra de Troia
Davant de la bellesa d'Helena, un gran nombre de pretendents van sol·licitar la seva mà. Tindàreu, el seu pare, aconsellat per Odisseu, els va lligar amb un jurament, pel qual es comprometien a respectar la decisió d'Helena i a no discutir la possessió de la noia per part del pretendent escollit. Fins i tot, en cas de ser atacat, els altres pretendents es comprometien a auxiliar-lo. Quan Paris raptà Helena, Menelau va demanar ajuda a Agamèmnon. Aquest recordà als pretendents el jurament que havien fet i van organitzar el nucli de l'exèrcit per atacar Troia. Va fer alguns viatges per reclutar aquells que es mostraven poc disposats: primer, va viatjar amb Palamedes cap a Ítaca, on va convèncer Odisseu perquè s'unís a l'empresa. També va enviar missatgers a Xipre, on el rei Cinires li havia promès cinquanta vaixells de guerra. En lloc d'això, però, el rei va enviar-li un vaixell de veritat i quaranta-nou de joguina. Agamèmnon, per consens de tots, va ser escollit com a cap suprem de les forces combatents. A Àulida es van concentrar les tropes, i a la Ilíada Zeus els va enviar un presagi favorable. Els grecs havien celebrat un sacrifici a Apol·lo, i des de l'ara va saltar una serp cap a un arbre proper, que es va menjar vuit pardals d'un niu juntament amb la mare, nou en total. Després, la serp es transformà en pedra. Calcant va interpretar que Zeus els indicava que Troia cauria al cap de deu anys. Èsquil explica encara un altre senyal. Una llebre prenyada va ser esquinçada per dues àguiles que se la disputaven. Calcant interpreta que Troia seria vençuda, però que Àrtemis no aniria a favor dels grecs.
Els Cants Cíprics, posteriors a la Ilíada, expliquen que els grecs ignoraven el camí cap a Troia, i que van desembarcar a Mísia, on, després de diversos combats, van ser dispersats per una tempesta i cadascun d'ells va tornar al seu país. Vuit anys després es van tornar a reunir a Àulida, però el mar no els permetia la navegació. Calcant va dir que aquella calma era deguda a la còlera d'Àrtemis, ja fos perquè Agamèmnon havia matat una cérvola tot blasfemant que ni la mateixa deessa ho hauria fet millor, o perquè Atreu, en altre temps, no havia sacrificat el moltó d'or a la deessa, o també perquè Agamèmnon havia promès oferir-li el producte més bell l'any que va néixer la seva filla Ifigènia, i no havia sacrificat aquesta filla. Per tots aquests motius (o per algun d'ells), Àrtemis exigia el sacrifici d'Ifigènia. Agamèmnon va accedir a la petició i no va dubtar a sacrificar ell mateix la seva filla. Això va fer augmentar l'odi de Clitemnestra cap al seu marit.
Just abans de marxar cap a Troia, Agamèmnon va consultar un oracle, que li va dir:
"Agamèmnon no morirà ni dins ni fora d'un palau,
ni en aigua ni a terra,
ni vestit ni despullat,
ni menjat ni afamat"
Finalment es va posar en marxa l'expedició. Primer van fer escala a Tènedos, on ja hi va haver una disputa entre Aquil·les i Agamèmnon, presagi de les que després vindrien davant de Troia. Durant el viatge, Agamèmnon va ordenar abandonar a Lemnos l'heroi Filoctetes, que tenia una ferida que desprenia una olor insuportable.

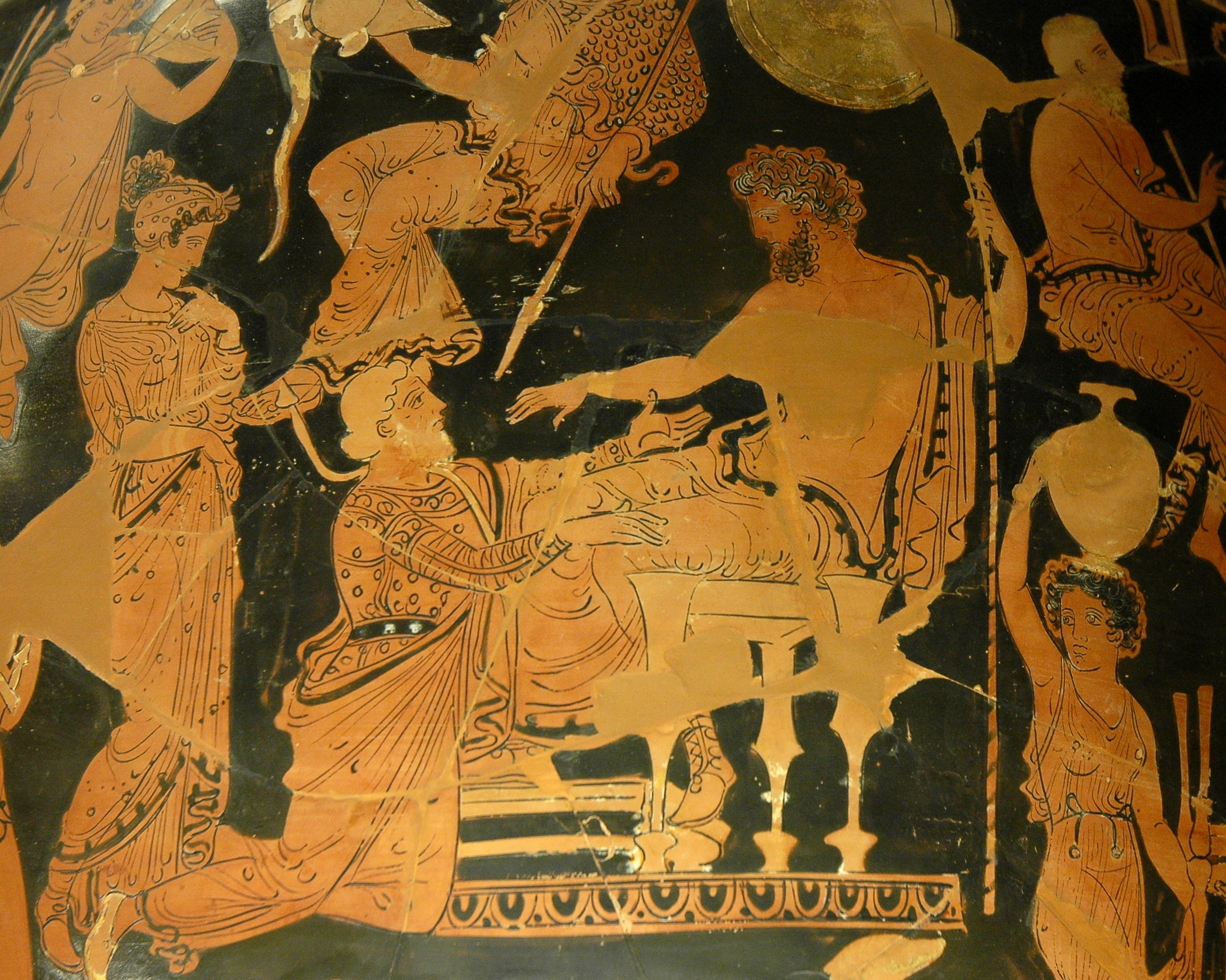
Crises ofereix a Agamèmnon un rescat per la seva filla Criseida

Un cop a Troia, després de nou anys de lluita, al desè Agamèmnon va fer amb Aquil·les algunes incursions de pirateria contra les ciutats dels voltants. Del botí que van obtenir, Aquil·les es quedà amb Briseida i Agamèmnon amb Criseida, filla del sacerdot d'Apol·lo Crises. Crises va reclamar la seva filla, però Agamèmnon s'hi negà, i Apol·lo per castigar-lo va enviar una pesta a l'exèrcit grec. Aquí comença la narració de la Ilíada. L'assemblea dels soldats va obligar Agamèmnon a tornar Criseida, però el rei exigia a canvi que Aquil·les li entregués Briseida. Això va suscitar la ira de l'heroi, que s'hi va negar i es va retirar a la seva tenda. Agamèmnon va enviar dos heralds, Taltibi i Euríbates, a reclamar Briseida, i Aquil·les no va tenir més remei que lliurar la noia, però es va negar a continuar a la guerra. A petició de Tetis, Zeus va enviar a Agamèmnon un somni enganyós on li feia creure que conqueriria Troia sense la intervenció d'Aquil·les. Per altra banda, l'oracle havia dit que la conquesta de Troia arribaria quan es produís la discòrdia al campament aqueu. Va començar la lluita, on Agamèmnon va intervenir directament, i va dur a terme destacades gestes. Però va caure ferit i es va retirar del camp de batalla. Va veure que tot estava perdut si Aquil·les no tornava a combatre, es va reconciliar amb ell tornant-li Briseida i li va prometre la mà d'una de les seves filles, i riquíssims regals. La Ilíada, a partir d'aquí, centra la narració en Aquil·les i ja parla molt poc més d'Agamèmnon.
Les epopeies posteriors expliquen els esdeveniments que van seguir la mort d'Hèctor i d'Aquil·les, i el paper d'Agamèmnon, especialment durant els combats per la possessió de les armes d'Aquil·les. L'Odissea diu que després de la caiguda de Troia va rebre com a botí la profetessa Cassandra, filla de Príam, amb qui va tenir dos fills bessons, Teledam i Pèlops.
L'Odissea explica que va tenir una disputa amb Menelau, en acabar el saqueig de Troia, ja que Menelau volia tornar ràpidament a Esparta, mentre que Agamèmnon volia quedar-se oferint presents per aconseguir el favor d'Atena. També algunes tradicions explicaven que al moment d'embarcar, se li va aparèixer l'ombra d'Aquil·les per advertir-lo dels mals que li esperaven. L'ombra li va exigir el sacrifici de Políxena, una de les filles de Príam.

### Tornada a casa i mort
Va arribar a Micenes, on l'esperava la seva esposa, Clitemnestra, i el seu amant, Egist. En arribar a casa seva, es va prendre un bany al jardí. Quan va treure un peu, la seva dona li va donar una poma i li va llençar una xarxa de pescar a sobre. Aleshores, Egist va matar-lo amb l'espasa i després, Clitemnestra va tallar-li el cap. Amb ell va morir el seu auriga Eurimedont.
S'havia acomplert la profecia: ni dins ni fora d'un palau (estava al jardí de palau); ni en aigua ni a terra (tenia un peu fora la banyera); ni vestit ni despullat (la xarxa li cobria el cos, però no és un vestit); ni menjat ni afamat (s'estava acostant una poma a la boca en el moment de la mort).
Altres versions expliquen que Egist convidà Agamèmnon a un gran banquet i l'assassinà, amb l'ajut de vint homes que s'havien amagat al saló dels banquets. També es deia que Clitemnestra havia participat en el crim matant Cassandra, la seva rival. Píndar afegeix, que dominada per l'odi al seu marit, va voler matar fins i tot Orestes, el seu fill. Algunes versions, sobretot les dels tràgics, diuen que Agamèmnon va ser ferit mentre era a taula, o que va ser mort mentre es banyava, quan es va enredar amb les mànigues de la camisa que la seva esposa li va donar i que ella havia fet cosir, i no es va poder defensar. Higí diu que l'instigador del crim va ser Èax, germà de Palamedes, que volia venjar la lapidació d'aquest, ordenada per Agamèmnon. Sembla que Èax havia dit a Clitemnestra que el seu marit la volia substituir per Cassandra. Més endavant, Orestes va venjar la mort del seu pare.
Als descendents d'Agamèmnon, se'ls anomena agamemnònides.

### Altres històries
Ateneu explica la història d'Argí, un eròmen d'Agamèmnon:
| « | Agamèmnon va estimar Argí, explica la història, després d'haver-la vist nedant en el riu Cefís, en el qual de fet va perdre la vida (perquè s'hi banyava constantment, en aquest riu), i Agamèmnon la va enterrar i va fundar allí un temple d'Afrodita Arginis. | » |

 Aquest episodi també va ser recollit per Climent d'Alexandria i Esteve de Bizanci amb lleus variacions.
Diversos poetes llatins esmenten un fill bastard d'Agamèmnon, anomenat Hales, a qui s'atribueix la fundació de la ciutat de Falisci o Alesia. Hales va ser el bover d'Agamèmnon durant la Guerra de Troia, i va lluitar més tard amb Enees a Itàlia.

## Representacions

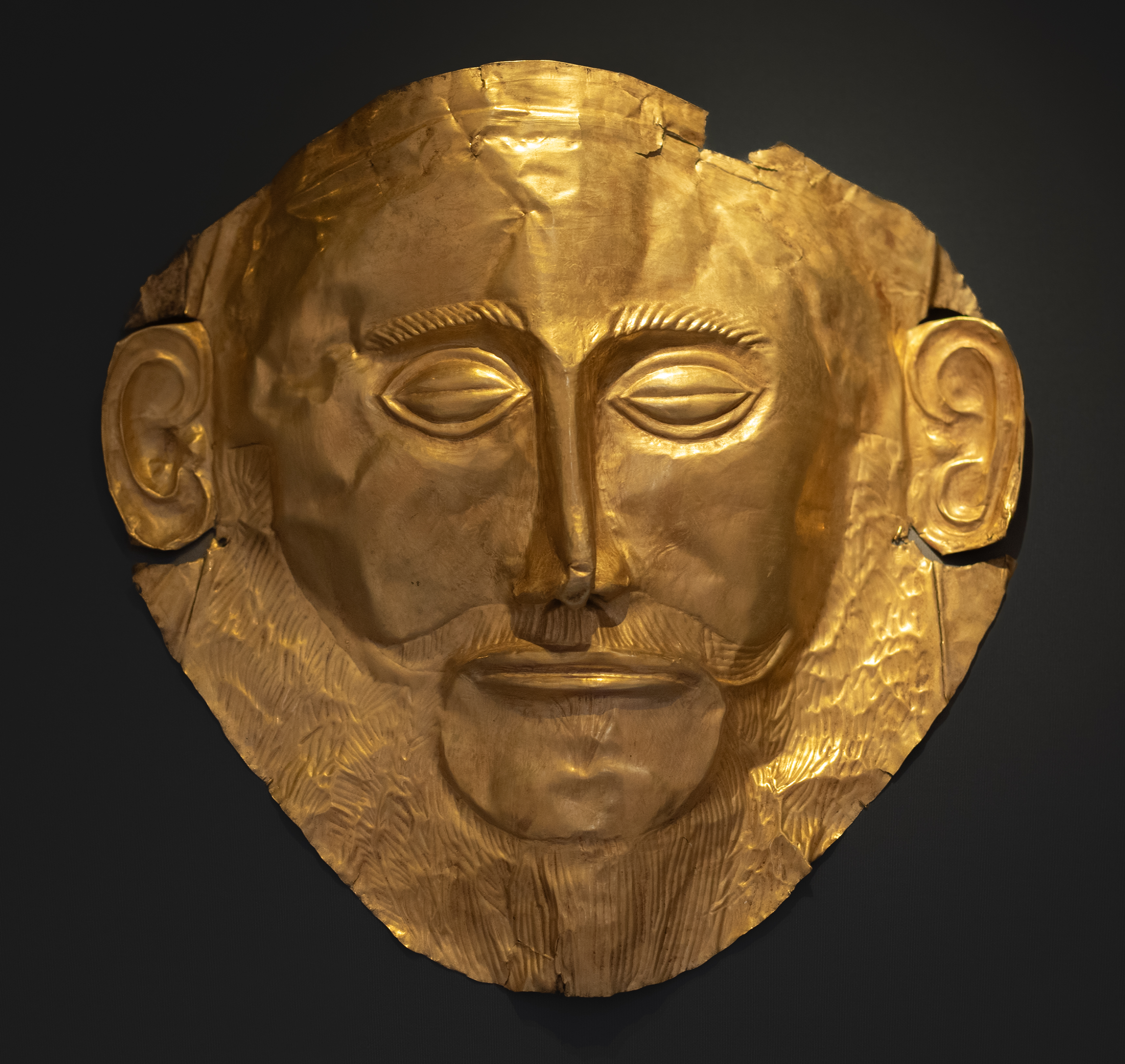
La màscara d'Agamèmnon és una màscara funerària d'or descoberta a Micenes el 1876 per Heinrich Schliemann, que la va atribuir a aquest heroi. En realitat, és de cap al 1500 aC, uns segles abans de l'època en què se situa la guerra de Troia.

En èpoques posteriors es van erigir estàtues d'Agamèmnon en diversos llocs de Grècia, i va ser adorat com un heroi a Amicles i Olímpia. Va ser representat en el pedestal de la cèlebre Nèmesi Ramnusia.
La lluita d'Agamèmnon contra Coón va ser representada en el cofre de Cípsel.
El pintor Polignot va deixar una representació d'Agamèmnon en el lesque de Delfos.
La coneguda Màscara d'Agamèmnon no es correspon amb el personatge: els arqueòlegs consideren que la màscara és tres segles anterior al rei, però el descobridor de l'objecte el va anomenar així, i encara avui dia es coneix amb aquest nom.
Agamèmnon apareix en una de les simulacions del videojoc Assassin's Creed Odyssey. La versió del joc sembla ser adorat pel Culte de Kosmos.

## Altres usos
1. «Agamèmnon» és un epítet de Zeus amb el qual era adorat aquest déu a Esparta.[29] Eustaci afirma que es va donar aquest nom al déu per la seva semblança amb Agamèmnon.[30] D'altres creuen que és un simple epítet que significa ‘Etern’ (de ἀγὰν y μένων).